# Крістіан Кейн
Крістіан Кейн (англ. Christian Kane; нар. 27 червня 1972, Даллас) — американський актор і співак-пісняр. Він відомий своїми ролями у телевізійних шоу «Ангел», «Противага», «Бібліотекарі» та «На Захід», а також фільмах «Молодята», «Нью-Йоркське таксі» та «Старі леви».
Кейн — провідний співак кантрі-південний рок-гурту Кейн. 7 грудня 2010 року вони випустили The House Rules, їхній третій альбом і дебют для фірми звукозапису Bigger Picture Group. Альбом посів № 25 у чарті Billboard Country Albums. Перший сингл із альбому, також званий «The House Rules», дебютував під № 54 у чарті Billboard Country Songs. Другий сингл «Let Me Go» було випущено 11 липня 2011 року.

## Раннє життя
Кейн народився у Далласі, Техас. Він стверджує про походження від корінного народу США Черокі — хоча він не має документального підтвердження, проте це є частиною усної історії його родини. Його батьки брали участь, і зустрілися, на родео. Родина мандрувала Півднем і Середнім Заходом, тому що його батько був у нафтовому бізнесі, й вони зрештою осіли в Нормані, Оклахома, коли Кейн був у восьмому класі. Підростаючи у Техасі й Оклахомі, Кейн був колегіальним реслером і грав у футбол (як сильний захисник). Він вивчав мистецтвознавство в Університеті Оклахоми, але вирішив, що хоче бути актором, і вирушив до Лос-Анджелесу до завершення випуску. В Лос-Анджелесі він працював у компанії з управління талантами, де він доставляв сценарії в обмін на отримання акторських робіт.

## Кар'єра

### Акторство

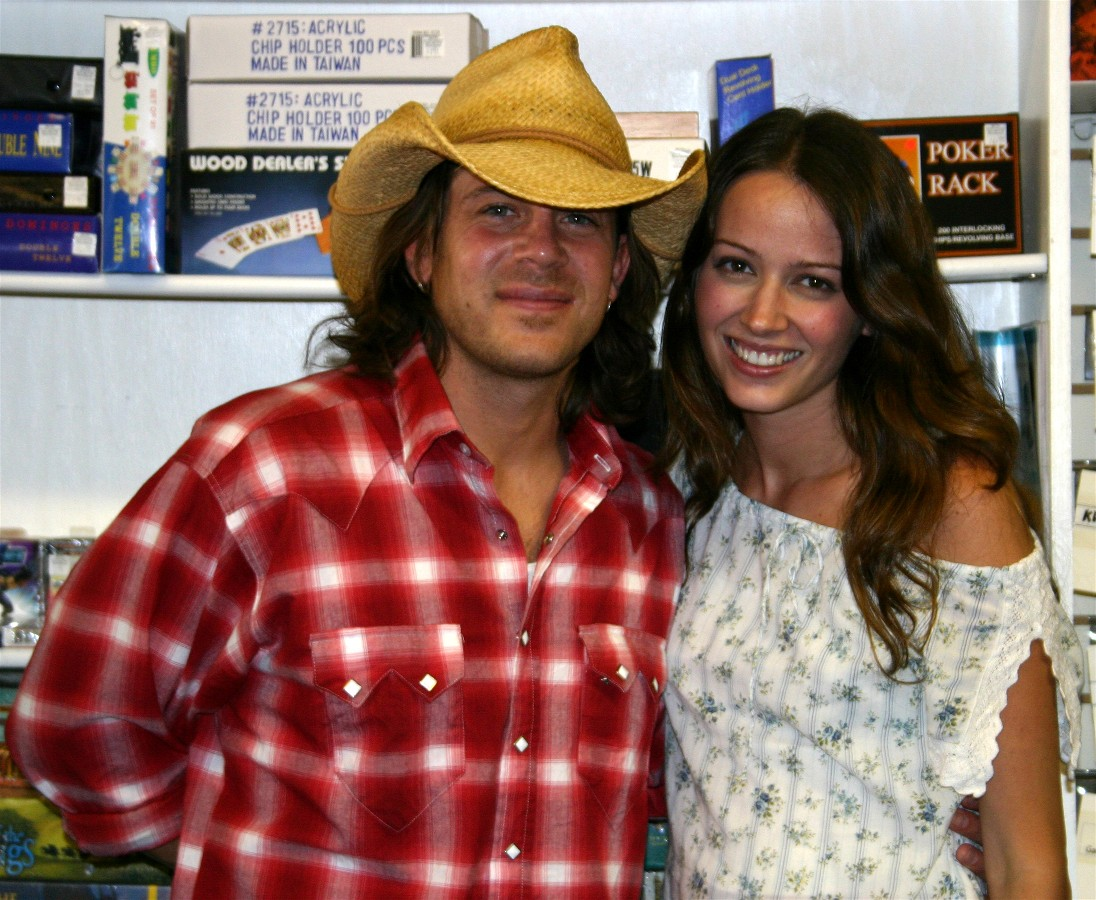
Кейн із Емі Екер на підписанні у Санта-Барбарі

Кейн отримав свою першу акторську роль 1997 року як один зі провідних акторів у телесеріалі MGM Fame L.A., граючи кантрі-співака, котрий переїхав з Лос-Анджелеса до Канзасу. Його телевізійні ролі включають повторювану роль юриста Ліндсі Макдональда в «Ангелі» Джосса Відона, спродюсованому Джеррі Брукгаймером серіалі «Поруч із домом» на CBS, телефільмі TNT «Перехресний слід», в якому він з'явився поряд із Томом Селлеком, і роль Ейба Вілера у спродюсованому мінісеріалі Стівена Спілберга 2005 року «На Захід». Він знявся зі співачкою Монікою в ролі Біллі Раяна у фільмі MTV «Любовна пісня» 2000 року.
Кейнові появи на великому екрані включають фільм 20th Century Fox «Молодята» і New Line Cinema «Старі леви» (в ролі молодшої версії Хаба МакКанна Роберта Дюваля, у нього шрам на верхній губі від травми, яку він отримав під час зйомок фільму). Він також з'явився у «Таксі», «Життя чи щось таке», зрежисованому Пітером Бергом «Вогні нічної п'ятниці» та бейсбольному фільмі Warner Bros. «Літні лови».
2007 року Кейн був показаний у музичному відео Керрі Андервуд «So Small», граючи роль однієї з трьох історій, які сходяться. 2009 року він з'явився у психологічному трилері «Ховайся», в якому зіграв провідну роль Біллі, та «Доннер Паті», який засновано на правдивій історії. 2010 року він виконав головну роль у романтичній драмі «Нікого після тебе».
З 2008 до 2012 року Кейн з'являвся у телесеріалі TNT «Противага». Він виконав власні трюки та бійки в ролі Еліота Спенсера, фахівця з повернення і солдата спецпризначення, який об'єднався з чотирма іншими фахівцями задля виправлення несправедливостей, заподіяних безпорадними.
2013 року Кейн з'явився в ролі Дж. Т. Максвелла, брата головної героїні Ребекки Ромейн Мішель Максвелл у TNT Кінг і Максвелл. Він знову з'явився з Ромейн у телесеріалі TNT з 2014 до 2018 року «Бібліотекарі», заснованому на серії фільмів «Бібліотекар».
У 2020 році з'явився у головній ролі Алекса Волкера, колишнього спецпризначенця з відділу по боротьбі з наркотиками, в серіалі «Майже рай», режисера Діна Девліна.
У 2021 році Кейн з'являвся у продовженні телесеріала TNT «Противага» - Leverage: Redemption у ролі Еліота Спенсера.

### Музика
1997 року Кейн зустрів Стіва Карлсона, котрий виконував його стару роботу. Вони разом почали писати пісні, і 1998 року сформували гурт, що грав південний рок Кейн. Вони гастролювали Сполученими Штатами, Англією та Німеччиною. Гурт має два самовидані альбоми, самоназваний дебютний альбом Kane 2000 року та запис живого акустичного концерту Acoustic Live In London! 2004 року[джерело?].
Гурт складається з Кейна (фронтмен, гітара), Карлсона (ритм-гітара, бек-вокал), Джейсона Southard (соло-гітара), Вілла Аменда (бас-гітара) та Раяна Бейкера (барабани) та підписав контракт із незалежною фірмою звукозапису Bigger Picture Group. Їхній дебютний альбом, що називався The House Rules, було випущено 7 грудня 2010 року. Він дебютував під № 1 в альбомному чарті Billboard Heatseekers та № 25 у чарті Country Albums. Альбом було спродюсовано Бобом Езріном і Джиммі Лі Слоасом.
Перший сингл із альбому, також названий «The House Rules», дебютував під № 54 у чарті Billboard Country Songs і був сьомою найдодаванішою піснею на станціях Mediabase Country станом на офіційну дату впливу. Відео для синглу було зрежисовано Тімоті Гаттоном, а прем'єра відбулася на CMT Big New Music Weekend 1 жовтня 2010 року. «The House Rules» було показано у відеогрі NASCAR 09. Другий сингл «Let Me Go» було випущено 11 липня 2011 року. Відео для синглу зрежисоване Романом Вайтом, прем'єра відбулася на CMT 8 серпня 2011 року, сінгл посів № 1 в їхньому чарті Today's Top Videos.
Кейн також уклав угоду з написання пісень із EMI Music Publishing і пише більшу частину власного матеріалу[джерело?]. Трейс Едкінс випустив пісню, написану Кейном і названу «Happy Man» в своєму альбому 2010 року Cowboy's Back in Town.
Кейнові співавторські роботи включають пісні, написані з Блейром Делі, Бреттом Джеймсом, Девідом Лі Мерфі, Кейсі Бітгард і Джерродом Німанном. «Thinking of You», пісня, яку він написав спільно з Блейром Делі, лунала в епізоді 3x06 «The Studio Job» Противаги.

## Фільмографія
| Рік       |    | Українська назва                          | Оригінальна назва                               | Роль                                     |
| --------- | -- | ----------------------------------------- | ----------------------------------------------- | ---------------------------------------- |
|           | ф  | у виробництві                             | Only a Dream                                    | Опудало                                  |
|           | ф  | у виробництві                             | Peter Pan, Land of Forever                      | Джентльмен Старкі (голос)                |
|           | ф  | у виробництві                             | Subject Unknown                                 | детектив Чейз Стівенс                    |
| 2021      | с  | Противага: Помста                         | Leverage: Redemption                            | Еліот Спенсер (10 епізодів)              |
| 2020      | ф  | Майже рай                                 | Almost Paradise                                 | Алекс Волкер                             |
| 2019      | ф  |                                           | Miles to go                                     |                                          |
| 2018      | ф  |                                           | Tinker'                                         | Бодро                                    |
| 2018      | с  |                                           | S.W.A.T.                                        | Містер Ікс (1 епізод)                    |
| 2018      | ф  |                                           | Junkie                                          | шериф Корбін                             |
| 2014—2018 | с  | Бібліотекарі                              | The Librarians                                  | Джейкоб Стоун (головна роль, 42 епізоди) |
| 2017      | ф  |                                           | Christmas in the Heartland                      | Джеф Джентрі                             |
| 2017      | ф  |                                           | The Terror of Hallows Eve                       | Боббі                                    |
| 2016      | тф |                                           | Heaven Sent                                     | Біллі                                    |
| 2014      | ф  |                                           | All Stars                                       | Джим Голл                                |
| 2014      | ф  | П'ятдесят до одного                       | 50 to 1                                         | Марк Аллен                               |
| 2013      | с  |                                           | King & Maxwell                                  | Джей-Ті Максвелл (1 епізод)              |
| 2013      | кф |                                           | Ivanov Red, White, and Blue                     | Джеф Іванов                              |
| 2008—2012 | с  | Противага                                 | Leverage                                        | Еліот Спенсер (77 епізодів)              |
| 2011      | ф  |                                           | Universal Squadrons                             | Миротворець                              |
| 2011      | ф  |                                           | Good Day for It                                 | Дейл Ектон                               |
| 2009      | ф  |                                           | Not Since You                                   | Раян Робертс                             |
| 2009      | ф  |                                           | The Donner Party                                | Чарльз Стентон                           |
| 2008      | кф |                                           | The Christmas Conspiracy                        | Дуг Девідсон                             |
| 2008      | ф  | Ховайся                                   | Hide                                            | Біллі                                    |
| 2007      | кф |                                           | Carrie Underwood: So Small (відео)              | чоловік                                  |
| 2007      | ф  |                                           | Four Sheets to the Wind                         | Девід                                    |
| 2005—2006 | с  | Поруч із домом                            | Close to Home                                   | Джек Чейз (20 епізодів)                  |
| 2006      | вг |                                           | 24: The Game                                    | Медсен (голос)                           |
| 2005      | ф  | Тримай дистанцію                          | Keep Your Distance                              | Шон Войт                                 |
| 2005      | с  | На Захід (міні-серіал)                    | Into the West                                   | Ейб Вілер / Високий Вовк (2 епізоди)     |
| 2005      | ф  | Дещо про неї                              | Her Minor Thing                                 | Пол                                      |
| 2004      | ф  | У променях слави                          | Friday Night Lights                             | Браян                                    |
| 2004      | ф  | Нью-Йоркське таксі                        | Taxi                                            | агент Маллінс                            |
| 1999—2004 | с  | Ангел                                     | Angel                                           | Ліндсі Макдональд (21 епізод)            |
| 2004      | с  | Лас-Вегас                                 | Las Vegas                                       | Боб (1 епізод)                           |
| 2004      | кф |                                           | The Plight of Clownana                          | Крістіан                                 |
| 2003      | ф  | Старі леви                                | Secondhand Lions                                | молодий Хаб                              |
| 2003      | ф  | Молодята                                  | Just Married                                    | Пітер Прентіс                            |
| 2003      | тф | Афера століття                            | The Crooked E: The Unshredded Truth About Enron | Браян Крувер                             |
| 2002      | ф  | Життя чи щось таке                        | Life or Something Like It                       | Кел Купер                                |
| 2001      | ф  | Літні ігри                                | Summer Catch                                    | Дейл Робін                               |
| 2001      | тф | Перехресний слід                          | Crossfire Trail                                 | Джон Томас Ленгстон                      |
| 2001      | с  | Затока Доусона                            | Dawson's Creek                                  | Нік Тейлор (1 епізод)                    |
| 2000      | тф | Любовна пісня                             | Love Song                                       | Біллі Раян Галло                         |
| 2000      | ф  | Клуб розбитих сердець: Романтична комедія | The Broken Hearts Club: A Romantic Comedy       | Idaho Guy (as Chris Kane)                |
| 1999      | с  |                                           | Rescue 77                                       | Вік Лобо (8 епізодів)                    |
| 1999      | ф  | Ед із телевізора                          | EDtv                                            | П.А.                                     |
| 1997—1998 | с  |                                           | Fame L.A.                                       | Раян Леггет (21 епізод)                  |

## Дискографія

### Саундтреки
| Назва                                              | Показані пісні                               |
| -------------------------------------------------- | -------------------------------------------- |
| Ангел (2001)                                       | «L.A. Song»                                  |
| Життя чи щось таке (2002)                          | «Sweet Carolina Rain» (як KANE)              |
| Крива Е: Невстановлена правда про Енрона ТБ (2003) | «More Than I Deserve» (як KANE)              |
| Молодята (2003)                                    | «The Chase» (як KANE)                        |
| Противага — «The Two Horse Job» (2008)             | «More Than I Deserve» (як KANE)              |
| NASCAR 09 (2009)                                   | «The House Rules» (як Крістіан Кейн)         |
| Тримай дистанцію (2005)                            | «Right In Front Of You» (як Шон Войт / KANE) |
| Противага — «The Studio Job» (2010)                | «Thinking of You»                            |

### Студійні альбоми
| Kane                                 | - Дата випуску: 2000 - Лейбл: самовипущений - Формати: CD                                            | —  | —   | — |
| The House Rules                      | - Дата випуску: 7 грудня 2010 - Лейбл: Bigger Picture Music Group - Формати: CD, завантаження музики | 25 | 178 | 1 |
| «—» позначає англ. uncharted випуски | |    |     |   |

### Розширені п'єси
| Назва          | Подробиці альбому                                                                                     | Пікові позиції чартів | Пікові позиції чартів | Пікові позиції чартів |
| Назва          | Подробиці альбому                                                                                     | US Country            | US                    | US Heat               |
| -------------- | --- | --------------------- | --------------------- | --------------------- |
| Christian Kane | - Дата випуску: 9 березня 2010 - Лейбл: Bigger Picture Music Group - Формати: CD, завантаження музики | 28                    | 159                   | 5                     |

### Живі альбоми
| Назва                    | Подробиці альбому                                         |
| ------------------------ | --------------------------------------------------------- |
| Acoustic Live In London! | - Дата випуску: 2004 - Лейбл: самовипущений - Формати: CD |

### Сингли
| Рік  | Сингл           | Пікові позиції | Альбом          |
| Рік  | Сингл           | US Country     | Альбом          |
| ---- | --------------- | -------------- | --------------- |
| 2010 | The House Rules | 49             | The House Rules |
| 2011 | Let Me Go       | 58             | The House Rules |

### Музичні відео
| Рік  | Відео           | Режисер       |
| ---- | --------------- | ------------- |
| 2010 | The House Rules | Тімоті Гаттон |
| 2011 | Let Me Go       | Роман Вайт    |